# Metropolitanska regija Santiaga
Metropolitanska regija Santiaga (španjolski: Región Metropolitana de Santiago) je jedna od 15 regija u Čileu. 

## Stanovništvo
U regija živi 6.061,185 stanovnika što je čini najvećom čileanskom regijom. Gustoća naseljenosti je 393,5 stanovnika / km ². 

## Zemljopis
Susjedne regije su Valparaíso na sjeveru i zapadu, Libertador General Bernardo O'Higgins na jugu, dok je na istoku je državna granica s Argentinom. 

## Administrativna podjela
Regija je podjeljena na šest provincije i 52 općine.
| Administrativna podjela regije Santiaga |  |
|                                         |  |

| Provincija | Središte     | Općina |
| ---------- | ------------ | --- |
| Chacabuco  | Colina       | - 1 Colina - 2 Lampa - 3 Tiltil |
| Cordillera | Puente Alto  | - 4 Pirque - 5 Puente Alto - 6 San José de Maipo |
| Maipo      | San Bernardo | - 7 Buin - 8 Calera de Tango - 9 Paine - 10 San Bernardo |
| Melipilla  | Melipilla    | - 11 Alhué - 12 Curacaví - 13 María Pinto - 14 Melipilla - 15 San Pedro |
| Santiago   | Santiago     | - 16 Cerrillos - 17 Cerro Navia - 18 Conchalí - 19 El Bosque - 20 Estación Central - 21 Huechuraba - 22 Independencia - 23 La Cisterna - 24 La Granja - 25 La Florida - 26 La Pintana - 27 La Reina - 28 Las Condes - 29 Lo Barnechea - 30 Lo Espejo - 31 Lo Prado - 32 Macul - 33 Maipú - 34 Ñuñoa - 35 Pedro Aguirre Cerda - 36 Peñalolén - 37 Providencia - 38 Pudahuel - 39 Quilicura - 40 Quinta Normal - 41 Recoleta - 42 Renca - 43 San Miguel - 44 San Joaquín - 45 San Ramón - 46 Santiago - 47 Vitacura |
| Talagante  | Talagante    | - 48 El Monte - 49 Isla de Maipo - 50 Padre Hurtado - 51 Peñaflor - 52 Talagante |

## Vanjske poveznice
- Službena stranica regije  Arhivirana inačica izvorne stranice od 20. svibnja 2012. (Wayback Machine)